# Cal Celdoni
Cal Celdoni és un edifici barroc del municipi de Pira (Conca de Barberà) protegit com a bé cultural d'interès local.

## Descripció
Cal Celdoni reprodueix una estructura d'habitatge molt emprada en el segle xviii en adaptar les construccions pairals als espais urbans. Es mantenen les plantes de magatzem, habitació i assecador. L'edifici consta de soterrani, on hi ha el celler, cavallerisses i magatzems; planta baixa amb entrada espaiosa coberta de volta de maó de pla; entresolat amb habitatge per als conserges; escala magna coberta per una llanterna octogonal amb cúpula que li dona llum per accedir còmodament a la planta noble, on hi ha la sala, habitacions amb alcova i galeria a la façana posterior; i golfes. Al costat de tramuntana hi ha la façana principal amb un portal de pedra d'arc carpanell que coronava un escut avui mutilat. Al nivell de la planta noble hi ha tres balcons, un correspon a la sala i els altres dos a les habitacions principals. Al costat de migdia hi ha la façana posterior amb sengles galeries d'arcs carpanells obertes al jardí.
El casal dels Celdoni de Pira és un exemple paradigmàtic a la Conca d'una tipologia de residència rural característica de la pagesia ascendent setcentista de la Catalunya meridional.

## Història
L'any 1730 arribava a Pira, procedent de Valls, Celdoni Matheu, nat a Rocafort de Queralt i membre d'una nissaga amb branques a Rocafort, Vallverd i el mas del Cogul. Els Matheu eren carlans d'aquest mas (terme de Vallverd de Queralt), que aleshores formava part de la comanda de l'Orde de l'Hospital de Sant Joan de Jerusalem de  Barberà. Amb els Matheu de Pira, s'iniciava, a la Conca, un d'aquells patrimonis rurals acumulats per personatges intrèpids que, alternant l'activitat agrícola i la mercantil, posaren les bases de la Catalunya burgesa del segle xix. Anton Matheu Tarragó fou el segon i més rellevant dels hereus de cal Celdoni, que, vers l'any 1796, dugué a terme un dels principals projectes senyorials que caracteritza la burgesia rural del segle XVIII: la construcció d'una casa que fos exponent i reflex de la condició social de la família. La casa pairal fou construïda entre 1796 i 1797. Fins a la guerra de 1936-1939 en què fou repicat, conservà un escut que presidia la porta principal. Aquest escut presumiblement anava carregat amb un emblema de la Santa Inquisició (una creu flanquejada d'una espasa i una branca d'olivera), car Anton Matheu fou Familiar del Sant Ofici. A a la part superior de l'escut mutilat hi figura la data de 1796.